# Bhum Jai Thai
El partido Bhum Jai Thai (en tailandés: พรรค ภูมิใจ ไทย), o "Camisas Azules" es un partido político de Tailandia fundado el 5 de noviembre de 2008, en previsión de la decisión de la Corte Constitucional de disolver al Partido Democrático Neutral (su predecesor), junto al Partido del Poder del Pueblo y a Nación Tailandesa, cosa que ocurrió el 2 de diciembre de 2008.
Después de la disolución, los exmiembros del Partido Demócrata Neutral y antiguos miembros de una de las facciones del Partido del Poder del Pueblo (los Amigos del Grupo de Newin), se integraron en la nueva formación.
El 15 de diciembre de 2008, formó coalición junto a otras formaciones políticas, incluido el Partido Demócrata en favor de la elección como primer ministro de Abhisit Vejjajiva. Su líder de facto es Newin Chidchob, antiguo miembro y dirigente del Partido del Poder del Pueblo y del también disuelto en 2007, el Thai Rak Thai. Su líder formalmente es Chavarat Charnvirakul, que fue primer ministro de transición entre el inhabilitado Somchai Wongsawat y Abhisit Vejjajiva. El Bhum Jai Thai es de corte populista, tal como lo fueron las anteriores formaciones de su líder.